# Principio de acotación uniforme
En matemáticas, el principio de acotación uniforme (también conocido como teorema de Banach-Steinhaus) es uno de los resultados fundamentales en análisis funcional.
Junto con el teorema de Hahn–Banach y el teorema de la aplicación abierta, se considera una de las piedras angulares del campo.
En su forma básica, afirma que para una familia de operadores lineales continuos (y por lo tanto, de operadores lineales acotados) cuyo dominio es un espacio de Banach, la acotación puntual es equivalente a la acotación uniforme según una norma operativa.
El teorema fue publicado por primera vez en 1927 por Stefan Banach y Hugo Steinhaus, pero Hans Hahn también lo demostró de forma independiente.

## Teorema
| Principio de acotación uniforme Sea {\displaystyle X} un espacio de Banach, {\displaystyle Y} un espacio vectorial normado y {\displaystyle B(X,Y)} el espacio de todos los operadores lineales continuos desde {\displaystyle X} hasta {\displaystyle Y}. Supóngase que {\displaystyle F} es una colección de operadores lineales continuos de {\displaystyle X} a {\displaystyle Y}. Si {\displaystyle \sup _{T\in F}\\|T(x)\\|_{Y}<\infty \quad {\text{ para todo }}x\in X}, entonces {\displaystyle \sup _{\stackrel {T\in F,}{\\|x\\|\leq 1}}T(x)_{Y}=_{T}FT_{B}(X,Y)<\infty }. En el caso de que {\displaystyle X} no sea el espacio vectorial trivial, entonces la semidesigualdad utilizada en el supremo del primer término de esta última cadena de igualdades (que tiene un rango de {\displaystyle x} sobre la bola cerrada unidad) puede reemplazarse por una igualdad propia (que tiene un rango {\displaystyle x} sobre la esfera unitaria cerrada). |

La integridad de {\displaystyle X} permite plantear la siguiente breve prueba, utilizando el teorema de categorías de Baire.
| Demostración |
| Sea X un espacio de Banach. Supóngase que por cada {\displaystyle x\in X} {\displaystyle \sup _{T\in F}\\|T(x)\\|_{Y}<\infty } Para cada número entero {\displaystyle n\in \mathbb {N} ,} sea {\displaystyle X_{n}=\left\{x\in X\ :\ \sup _{T\in F}\\|T(x)\\|_{Y}\leq n\right\}} Cada conjunto {\displaystyle X_{n}} es un conjunto cerrado y, según el supuesto, {\displaystyle \bigcup _{n\in \mathbb {N} }X_{n}=X\neq \varnothing .} Por el teorema de categorías de Baire para un espacio métrico completo no vacío {\displaystyle X}, existe algún {\displaystyle m\in \mathbb {N} } tal que {\displaystyle X_{m}} tiene interior no vacío; es decir, existen {\displaystyle x_{0}\in X_{m}} y {\displaystyle \varepsilon >0} tales que {\displaystyle {\overline {B_{\varepsilon }(x_{0})}}~:=~\left\{x\in X\,:\,\\|x-x_{0}\\|\leq \varepsilon \right\}~\subseteq ~X_{m}} Sea {\displaystyle u\in X} con {\displaystyle \\|u\\|\leq 1} y {\displaystyle T\in F} Entonces: {\displaystyle {\begin{aligned}\\|T(u)\\|_{Y}&=\varepsilon ^{-1}\left\\|T\left(x_{0}+\varepsilon u\right)-T\left(x_{0}\right)\right\\|_{Y}&[{\text{ por la linealidad de }}T]\\&\leq \varepsilon ^{-1}\left(\left\\|T(x_{0}+\varepsilon u)\right\\|_{Y}+\left\\|T(x_{0})\right\\|_{Y}\right)\\&\leq \varepsilon ^{-1}(m+m).&[{\text{ dado que }}\ x_{0}+\varepsilon u,\ x_{0}\in X_{m}]\\\end{aligned}}} Tomando el supremo sobre {\displaystyle u} en la bola unitaria de {\displaystyle X} y sobre {\displaystyle T\in F} se deduce que {\displaystyle \sup _{T\in F}\\|T\\|_{B(X,Y)}~\leq ~2\varepsilon ^{-1}m~<~\infty }. |

También hay demostraciones sencillas que no utilizan el teorema de Baire (Sokal, 2011).

## Corolarios
| Corolario Si una secuencia de operadores acotados {\displaystyle \left(T_{n}\right)} converge puntualmente, es decir, el límite de {\displaystyle \left(T_{n}(x)\right)} existe para todos los {\displaystyle x\in X}, entonces estos límites puntuales definen un operador lineal acotado {\displaystyle T}. |

El corolario anterior no afirma que {\displaystyle T_{n}} converge a {\displaystyle T} en la norma del operador, es decir, uniformemente en conjuntos acotados. Sin embargo, dado que {\displaystyle \left\{T_{n}\right\}} está acotado en la norma del operador y el operador límite {\displaystyle T} es continuo, una estimación estándar "{\displaystyle 3\varepsilon }" muestra que {\displaystyle T_{n}} converge a {\displaystyle T} de manera uniforme en conjuntos compactos.
| Demostración |
| Esencialmente, se considera lo mismo que en la demostración de que una secuencia convergente puntual de funciones uniformemente continuas en un conjunto compacto converge en una función continua. Por el principio de acotación uniforme, sea {\displaystyle M=\max\{\sup _{n}\\|T_{n}\\|,T\}} un límite superior uniforme de las normas del operador. Se fija un {\displaystyle K\subset X} compacto cualquiera. A continuación, para cualquier {\displaystyle \epsilon >0}, se recubre finitamente (recurriendo a su compacidad) {\displaystyle K} con un conjunto finito de bolas abiertas {\displaystyle \{B(x_{i},r)\}_{i=1,...,N}} de radio {\displaystyle r={\frac {\epsilon }{M}}} Dado que {\displaystyle T_{n}\to T} es puntual para cada {\displaystyle x_{1},...,x_{N}}, para todos los {\displaystyle n} grandes, {\displaystyle \\|T_{n}(x_{i})-T(x_{i})\\|\leq \epsilon } es para todos los {\displaystyle i=1,...,N}. En consecuencia, por la desigualdad triangular, se tiene que para todo {\displaystyle n} grande, {\displaystyle \forall x\in K,\\|T_{n}(x)-T(x)\\|\leq 3\epsilon }. |

| Corolario Cualquier subconjunto {\displaystyle S\subseteq Y} débilmente acotado en un espacio normado {\displaystyle Y} está acotado. |

De hecho, los elementos de {\displaystyle S} definen una familia acotada puntualmente de formas lineales continuas en el espacio de Banach {\displaystyle X:=Y'}, que es el espacio dual de {\displaystyle Y}.
Por el principio de acotación uniforme, las normas de los elementos de {\displaystyle S,} como funcionales en {\displaystyle X}, es decir, las normas en el segundo dual {\displaystyle Y''} están acotadas.
Pero para cada {\displaystyle s\in S,} la norma en el segundo dual coincide con la norma en {\displaystyle Y}, como una consecuencia del teorema de Hahn–Banach.
Sean {\displaystyle L(X,Y)} los operadores continuos de {\displaystyle X} a {\displaystyle Y}, dotados de norma de operador.
Si la colección {\displaystyle F} no está acotada en {\displaystyle L(X,Y)}, entonces el principio de acotación uniforme implica que:
{\displaystyle R=\left\{x\in X\ :\ \sup \nolimits _{T\in F}\|Tx\|_{Y}=\infty \right\}\neq \varnothing .}
De hecho, {\displaystyle R} es denso en {\displaystyle X}. El complemento de {\displaystyle R} en {\displaystyle X} es la unión contable de conjuntos cerrados {\textstyle \bigcup X_{n}}.
Según el argumento utilizado para demostrar el teorema, cada {\displaystyle X_{n}} es denso en ninguna parte, es decir, el subconjunto {\textstyle \bigcup X_{n}} es de primera categoría.
Por lo tanto, {\displaystyle R} es el complemento de un subconjunto de primera categoría en un espacio de Baire. Por definición de un espacio de Baire, estos conjuntos (llamados exiguos o residuales) son densos.
Tal razonamiento conduce al principio de condensación de singularidades, que puede formularse de la siguiente manera:
| Sea {\displaystyle X} un espacio de Banach, {\displaystyle \left(Y_{n}\right)} una secuencia de espacios vectoriales normados, y para cada {\displaystyle n,} sea {\displaystyle F_{n}} una familia ilimitada en {\displaystyle L\left(X,Y_{n}\right).} Entonces, el conjunto {\displaystyle R:=\left\{x\in X\ :\ {\text{ para todo }}n\in \mathbb {N} ,\sup _{T\in F_{n}}\\|Tx\\|_{Y_{n}}=\infty \right\}} es un conjunto residual y, por lo tanto, denso en {\displaystyle X.} |

| Demostración |
| El complemento de {\displaystyle R} es la unión numerable {\displaystyle \bigcup _{n,m}\left\{x\in X\ :\ \sup _{T\in F_{n}}\\|Tx\\|_{Y_{n}}\leq m\right\}} de conjuntos de primera categoría. Por lo tanto, su conjunto residual {\displaystyle R} es denso. |

## Ejemplo: convergencia puntual de la serie de Fourier
Sea {\displaystyle \mathbb {T} } el círculo y sea {\displaystyle C(\mathbb {T} )} el espacio de Banach de funciones continuas en {\displaystyle \mathbb {T} ,} con norma del supremo. Utilizando el principio de acotación uniforme, se puede demostrar que existe un elemento en {\displaystyle C(\mathbb {T} )} para el cual la serie de Fourier no converge puntualmente.
Para {\displaystyle f\in C(\mathbb {T} ),} su serie de Fourier está definida por
{\displaystyle \sum _{k\in \mathbb {Z} }{\hat {f}}(k)e^{ikx}=\sum _{k\in \mathbb {Z} }{\frac {1}{2\pi }}\left(\int _{0}^{2\pi }f(t)e^{-ikt}dt\right)e^{ikx},}
y la N-ésima suma parcial simétrica es
{\displaystyle S_{N}(f)(x)=\sum _{k=-N}^{N}{\hat {f}}(k)e^{ikx}={\frac {1}{2\pi }}\int _{0}^{2\pi }f(t)D_{N}(x-t)\,dt,}
donde {\displaystyle D_{N}} es el {\displaystyle N}-ésimo núcleo de Dirichlet. Ajústese {\displaystyle x\in \mathbb {T} } y considérese la convergencia de {\displaystyle \left\{S_{N}(f)(x)\right\}.}
El funcional {\displaystyle \varphi _{N,x}:C(\mathbb {T} )\to \mathbb {C} } definido por
{\displaystyle \varphi _{N,x}(f)=S_{N}(f)(x),\qquad f\in C(\mathbb {T} ),}
está ligado.
La norma de {\displaystyle \varphi _{N,x},} en el dual de {\displaystyle C(\mathbb {T} ),} es la norma de la medida signada {\displaystyle (2(2\pi )^{-1}D_{N}(x-t)dt,} a saber
{\displaystyle \left\|\varphi _{N,x}\right\|={\frac {1}{2\pi }}\int _{0}^{2\pi }\left|D_{N}(x-t)\right|\,dt={\frac {1}{2\pi }}\int _{0}^{2\pi }\left|D_{N}(s)\right|\,ds=\left\|D_{N}\right\|_{L^{1}(\mathbb {T} )}.}
Se puede comprobar que
{\displaystyle {\frac {1}{2\pi }}\int _{0}^{2\pi }|D_{N}(t)|\,dt\geq {\frac {1}{2\pi }}\int _{0}^{2\pi }{\frac {\left|\sin \left((N+{\tfrac {1}{2}})t\right)\right|}{t/2}}\,dt\to \infty .}
Entonces, la colección {\displaystyle \left(\varphi _{N,x}\right)} es ilimitada en {\displaystyle C(\mathbb {T} )^{\ast },} el dual de {\displaystyle C(\mathbb {T} ).}
Por lo tanto, según el principio de acotación uniforme, para cualquier {\displaystyle x\in \mathbb {T} ,} el conjunto de funciones continuas cuya serie de Fourier diverge en {\displaystyle x} es denso en {\displaystyle C(\mathbb {T} ).}
Se puede concluir más aplicando el principio de condensación de singularidades.
Sea {\displaystyle \left(x_{m}\right)} una secuencia densa en {\displaystyle \mathbb {T} .}
Defínase {\displaystyle \varphi _{N,x_{m}}} de forma similar a la anterior. El principio de condensación de singularidades dice entonces que el conjunto de funciones continuas cuya serie de Fourier diverge en cada {\displaystyle x_{m}} es denso en {\displaystyle C(\mathbb {T} )} (sin embargo, la serie de Fourier de una función continua {\displaystyle f} converge a {\displaystyle f(x)} para casi cada {\displaystyle x\in \mathbb {T} ,} por el teorema de Carleson).

## Generalizaciones
En un espacio vectorial topológico (EVT) {\displaystyle X}, el término "subconjunto acotado" se refiere específicamente a la noción de subconjunto acotado de von Neumann. Si {\displaystyle X} también es normado o seminormado, supóngase que con (semi)norma {\displaystyle \|\cdot \|}, entonces un subconjunto {\displaystyle B} está acotado (según von Neumann) si y solo si es una norma acotada, que por definición significa que {\textstyle \sup _{b\in B}\|b\|<\infty .}

### Espacios barrilados
Los intentos de encontrar clases de espacios localmente convexos en las que se cumpla el principio de acotación uniforme finalmente condujeron a los espacios barrilados.
Es decir, el escenario menos restrictivo para el principio de acotación uniforme es un espacio barrilado, en el que se cumple la siguiente versión generalizada del teorema (Bourbaki, 1987, Theorem III.2.1):
| Dado un espacio barrilado {\displaystyle X} y un espacio localmente convexo {\displaystyle Y}, cualquier familia de operadores lineales continuos acotados puntualmente desde {\displaystyle X} a {\displaystyle Y} es equicontinua (e incluso uniformemente equicontinua). Alternativamente, la afirmación también es válida siempre que {\displaystyle X} sea un espacio de Baire e {\displaystyle Y} sea un espacio localmente convexo. |

### Acotación uniforme en espacios vectoriales topológicos
Se dice que una familia {\displaystyle {\mathcal {B}}} de subconjuntos de un espacio vectorial topológico {\displaystyle Y} es uniformemente acotada en {\displaystyle Y}, si existe algún subconjunto acotado {\displaystyle D} de {\displaystyle Y} tal que
{\displaystyle B\subseteq D\quad {\text{ para cada }}B\in {\mathcal {B}},}
lo que sucede si y solo si
{\displaystyle \bigcup _{B\in {\mathcal {B}}}B}
es un subconjunto acotado de {\displaystyle Y}.
Si {\displaystyle Y} es un espacio vectorial normado, entonces esto sucede si y solo si existe algún {\displaystyle M\geq 0} real tal que {\textstyle \sup _{\stackrel {b\in B}{B\in {\mathcal {B}}}}\|b\|\leq M.}
En particular, si {\displaystyle H} es una familia de aplicaciones de {\displaystyle X} a {\displaystyle Y} y si {\displaystyle C\subseteq X}, entonces la familia {\displaystyle \{h(C):h\in H\}} está uniformemente acotada en {\displaystyle Y} si y solo si existe algún subconjunto acotado {\displaystyle D} de {\displaystyle Y} tal que {\displaystyle h(C)\subseteq D{\text{ para todo }}h\in H,} lo que ocurre si y solo si {\textstyle H(C):=\bigcup _{h\in H}h(C)} es un subconjunto acotado de {\displaystyle Y.}
| Proposición Sea {\displaystyle H\subseteq L(X,Y)} un conjunto de operadores lineales continuos entre dos espacios vectoriales topológicos, {\displaystyle X} e {\displaystyle Y}, y sea {\displaystyle C\subseteq X} cualquier subconjunto acotado de {\displaystyle X.} Entonces, la familia de conjuntos {\displaystyle \{h(C):h\in H\}} está uniformemente acotada en {\displaystyle Y} si se cumple alguna de las siguientes condiciones: 1. {\displaystyle H} es equicontinuo. 2. {\displaystyle C} es un espacio compacto y convexo de Hausdorff subespacio de {\displaystyle X}, y para cada {\displaystyle c\in C}, la órbita {\displaystyle H(c):=\{h(c):h\in H\}} es un subconjunto acotado de {\displaystyle Y}. |

### Generalizaciones que involucran subconjuntos no exiguos
Aunque la noción de un conjunto no exiguo se utiliza en la siguiente versión del principio acotado uniforme, se supone que el dominio {\displaystyle X} no es un espacio de Baire.
| Teorema Sea {\displaystyle H\subseteq L(X,Y)} un conjunto de operadores lineales continuos entre dos espacios vectoriales topológicos, {\displaystyle X} e {\displaystyle Y} (no necesariamente de Hausdorff o localmente convexos). Para cada {\displaystyle x\in X,} se denota la órbita de {\displaystyle x} por {\displaystyle H(x):=\{h(x):h\in H\}} y sea {\displaystyle B} el conjunto de todos los {\displaystyle x\in X}, cuya órbita {\displaystyle H(x)} es un subconjunto acotado de {\displaystyle Y.} Si {\displaystyle B} es de segunda categoría (es decir, no exiguo) en {\displaystyle X}, entonces {\displaystyle B=X} y {\displaystyle H} son equicontinuos. |

Cada subespacio vectorial propio de un EVT {\displaystyle X} tiene un interior vacío en {\displaystyle X}. Entonces, en particular, cada subespacio vectorial propio que está cerrado no es denso en ninguna parte en {\displaystyle X}, y por lo tanto, de la primera categoría (exiguo) en {\displaystyle X} (y lo mismo también es cierto para todos sus subconjuntos).
En consecuencia, cualquier subespacio vectorial de un EVT {\displaystyle X} que sea de segunda categoría (no exiguo) en {\displaystyle X} debe ser un subconjunto denso de {\displaystyle X} (ya que de lo contrario, su cierre en {\displaystyle X} sería un subespacio vectorial propio cerrado de {\displaystyle X}, y por lo tanto, de primera categoría).
| Demostración |
| Demostración de que {\displaystyle H} es equicontinuo: Sean {\displaystyle W,V\subseteq Y} entornos equilibrados del origen en {\displaystyle Y} que satisfacen {\displaystyle {\overline {V}}+{\overline {V}}\subseteq W}. Se debe demostrar que existe un entorno {\displaystyle N\subseteq X} del origen en {\displaystyle X} tal que {\displaystyle h(N)\subseteq W} para cada {\displaystyle h\in H.} Sea {\displaystyle C~:=~\bigcap _{h\in H}h^{-1}\left({\overline {V}}\right)}, que es un subconjunto cerrado de {\displaystyle X} (porque es una intersección de subconjuntos cerrados) que para cada {\displaystyle h\in H,} también satisface {\displaystyle h(C)\subseteq {\overline {V}}} y {\displaystyle h(C-C)~=~h(C)-h(C)~\subseteq ~{\overline {V}}-{\overline {V}}~=~{\overline {V}}+{\overline {V}}~\subseteq ~W} (como se mostrará, el conjunto {\displaystyle C-C} es de hecho un entorno del origen en {\displaystyle X} porque el interior topológico de {\displaystyle C} en {\displaystyle X} no está vacío). Si {\displaystyle b\in B}, entonces {\displaystyle H(b)} está limitado en {\displaystyle Y}, lo que implica que existe algún número entero {\displaystyle n\in \mathbb {N} } tal que {\displaystyle H(b)\subseteq nV}, por lo que si {\displaystyle h\in H,} entonces {\displaystyle b~\in ~h^{-1}\left(nV\right)~=~nh^{-1}(V).} Dado que {\displaystyle h\in H} era arbitrario, {\displaystyle b~\in ~\bigcap _{h\in H}nh^{-1}(V)~=~n\bigcap _{h\in H}h^{-1}(V)~\subseteq ~nC.} Esto prueba que {\displaystyle B~\subseteq ~\bigcup _{n\in \mathbb {N} }nC.} Debido a que {\displaystyle B} es de segunda categoría en {\displaystyle X}, lo mismo debe ser cierto para al menos uno de los conjuntos {\displaystyle nC} para algún {\displaystyle n\in \mathbb {N} .} La aplicación {\displaystyle X\to X} definida por {\textstyle x\mapsto {\frac {1}{n}}x} es un homeomorfismo (sobreyectivo), por lo que el conjunto {\textstyle {\frac {1}{n}}(nC)=C} es necesariamente de segunda categoría en {\displaystyle X}. Debido a que {\displaystyle C} está cerrado y es de segunda categoría en {\displaystyle X}, su interior en {\displaystyle X} no está vacío. Elíjase {\displaystyle c\in \operatorname {Int} _{X}C}. Debido a que la aplicación {\displaystyle X\to X} definida por {\displaystyle x\mapsto c-x} es un homeomorfismo, el conjunto {\displaystyle N~:=~c-\operatorname {Int} _{X}C~=~\operatorname {Int} _{X}(c-C)} es un entorno de {\displaystyle 0=c-c} en {\displaystyle X}, lo que implica que lo mismo ocurre con su superconjunto {\displaystyle C-C.} Y así, por cada {\displaystyle h\in H,} {\displaystyle h(N)~\subseteq ~h(c-C)~=~h(c)-h(C)~\subseteq ~{\overline {V}}-{\overline {V}}~\subseteq ~W.} Esto demuestra que {\displaystyle H} es equicontinuo. Q.E.D. Demostración de que {\displaystyle B=X}: Debido a que {\displaystyle H} es equicontinuo, si {\displaystyle S\subseteq X} está acotado en {\displaystyle X}, entonces {\displaystyle H(S)} está acotado uniformemente en {\displaystyle Y}. En particular, para cualquier {\displaystyle x\in X}, dado que {\displaystyle S:=\{x\}} es un subconjunto acotado de {\displaystyle X}, {\displaystyle H(\{x\})=H(x)} es un subconjunto uniformemente acotado de {\displaystyle Y}. Por lo tanto, {\displaystyle B=X}. Q.E.D. |

### Secuencias de aplicaciones lineales continuas
El siguiente teorema establece condiciones para que el límite puntual de una secuencia de aplicaciones lineales continuas sea en sí mismo continuo.
| Teorema Supóngase que {\displaystyle h_{1},h_{2},\ldots } es una secuencia de aplicaciones lineales continuas entre dos espacios vectoriales topológicos, {\displaystyle X} e {\displaystyle Y}. 1. Si el conjunto {\displaystyle C} de todos los {\displaystyle x\in X} para los cuales {\displaystyle h_{1}(x),h_{2}(x),\ldots } es una secuencia de Cauchy en {\displaystyle Y} de segunda categoría en {\displaystyle X}, entonces {\displaystyle C=X.} 2. Si el conjunto {\displaystyle L} de todos los {\displaystyle x\in X} en el que existe el límite {\displaystyle h(x):=\lim _{n\to \infty }h_{n}(x)} en {\displaystyle Y} es de segunda categoría en {\displaystyle X} y si {\displaystyle Y} es un espacio vectorial topológico metrizable completo (como un espacio de Fréchet o un espacio F), entonces {\displaystyle L=X} y {\displaystyle h:X\to Y} son una aplicación lineal continua. |

| Teorema Si {\displaystyle h_{1},h_{2},\ldots } es una secuencia de aplicaciones lineales continuas desde un espacio F {\displaystyle X} a un espacio vectorial topológico de Hausdorff {\displaystyle Y} tal que para cada {\displaystyle x\in X,} el límite {\displaystyle h(x)~:=~\lim _{n\to \infty }h_{n}(x)} existe en {\displaystyle Y}, entonces {\displaystyle h:X\to Y} es una aplicación lineal continua y las aplicaciones {\displaystyle h,h_{1},h_{2},\ldots } son equicontinuas. |

Si además el dominio es un espacio de Banach y el codominio es un espacio vectorial normado, entonces {\displaystyle \|h\|\leq \liminf _{n\to \infty }\left\|h_{n}\right\|<\infty .}

#### Dominio metrizable completo
Dieudonné (1970) demostró una forma más débil de este teorema con un espacio de Fréchet en lugar de los habituales espacios de Banach.
| Teorema Sea {\displaystyle H\subseteq L(X,Y)} un conjunto de operadores lineales continuos desde un espacio vectorial topológico metrizable completo {\displaystyle X} (como un espacio de Fréchet o un espacio F) a un espacio vectorial topológico de Hausdorff {\displaystyle Y}. Si por cada {\displaystyle x\in X}, la órbita {\displaystyle H(x):=\{h(x):h\in H\}} es un subconjunto acotado de {\displaystyle Y}, entonces {\displaystyle H} es equicontinuo. De esta manera, en particular, si {\displaystyle Y} es también un espacio vectorial normado y si {\displaystyle \sup _{h\in H}\\|h(x)\\|<\infty \quad {\text{ para cada }}x\in X,} entonces {\displaystyle H} es equicontinuo. |